# مبدل الملف الأولي أحادي النهاية
المحول الابتدائي أحادي الملف (بالإنجليزية: single ended primary inductance converter أو باختصار SEPIC) هو نوع من أنواع محولات التيار المستمر / التيار المستمر (DC/DC) حيث يعطي جهد خرج أكبر من أو أقل من جهد المصدر.

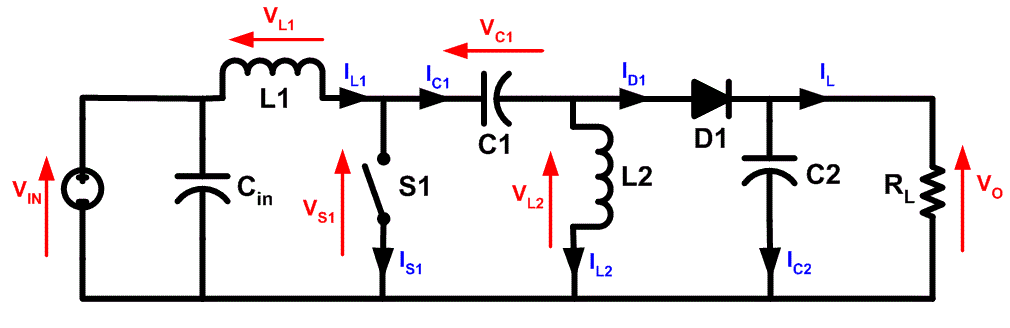
صورة 1: محول أحادي الملف (SEPIC)

الملف والمكثف (L,C) عبارة عن مرشح للتخلص من التوافقيات وجعل قيمة المخرج V0 ثابتة (DC)، ويعمل الديود D لتفريغ طاقة الملف وذلك لجعل تيار الحمل متصل ولحماية مفتاح الدائرة من الجهد العكسي الذي يقع عليه بسبب وجود الملف L حيث تسمح الديود للتيار بالمرور في جهة واحدة وتمنعه من المرور في الجهة العكسية. وهذا النوع مثل محول الكوك تماما ولكن بتبديل مكان ملف L2 بالديود D كما في الصورة 1.
وهذه الدائرة أفضل من محول كوك حيث يكون جهد الخرج لها له نفس إشارة جهد الدخل والعلاقة بينهما كما في محول الكوك. وهو في الأساس محول بووست متوعا بمحول باك بووست (مغير إضعاف الجهد).
وهو مفيد للتطبيقات التي يكون جهد البطارية فيها أعلى أو أقل من الجهد المطلوب مثل بطارية أيونات الليثيوم التي تشحن من V 4.2 إلى V3. وإذا كانت هناك مكونات أخرى تحتاج إلى V 3.3 فهذا المحول سيكون فعالا.

## مبادئ التشغيل
1- قيمة الملف L1 وL2 كبيرة جدا بحيث يكون التيار الذي يمر فيهما ثابت.

2- قيمة C1 وC2 كبيرة جدا بحيث يبقى جهدهما Vc1 وVc2 ثابت

3- تعمل الدائرة في حالة الثبات

4- الزمن الدوري هو T ويعمل المفتاح فترة مقدارها DT ويفصل فترة T(1-D) 

5- المكونات تعتبر مثالية

## الوضع المستمر

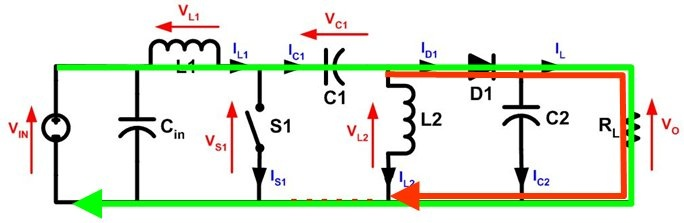
صورة 2: حالة فتح المفتاح S1

ليعمل هذا المحول في الوضع المستمر فإن تيار الملف (I_L)
يجب الا يصل إلى قيمة الصفر. وخلال وضع الإستقرار، فإن متوسط الجهد على المكثف C1 (Vc1) يكون مساويا لجهد المصدر (Vin)
. ويكون متوسط التيار عبر المكثف (Ic1) مساويا للصفر. وبذلك يكون الملف L2 هو مصدر التيار المستمر الوحيد في الدائرة. ويمكن كتابه متوسط الجهد بالشكل التالي:
ويمكن اعتبار متوسط تيار الدائرة (مع العلم ان تيار المكثف يساوي صفر)
عندما يفتح المفتاح S1 تزداد قيمة التيار عبر الملف L1 بينما بينما يكون تيار الملف L2 سالبا كما هو موضح في صورة 2.
وعندما يغلف المفتاح S1 يكون تيار المكثف Ic1 مساويا لقيمة تيار الملف IL1
كما هو موضح في صورة رقم 3.

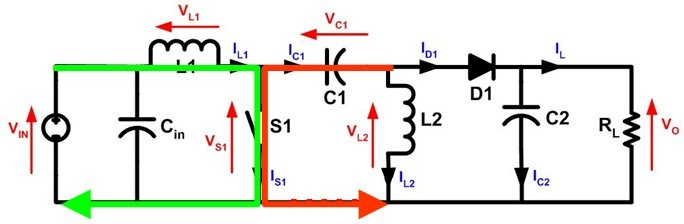
صورة3. S1 في حالة فتح

وتكون العلاقة بين جهد الدخل وجهد الخرج هي نفسها بالكوك ولكن بنفس إشاره جهد الدخل.

## الوضع غير المستمر
يعمل في الوضع غير المستمر عندنا يصل تيار الملف (I_L) الي الصفر ولهذا فيكون المحول في حالة اتصال متقطع وله فائدة في بعض التطبيقات.

## الكفاءة والاستمرارية
يمكن حدوث سقوط في الجهد للدايود وقد يؤدي هذا الي تلف على
المكونات ولتفادي ذلك يمكن استعمال الدايودات التقليدية السريعه أو شوتكي دايود (Schottky Diodes)
-2 يمكن للمقاومات الموجوده في الملفات والمكثفات ان يكون لها تأثير كبير على كفاءه المحول
ويجب استخدام C1 وC2 لتقليل تراكم الحرارة.

## السلبيات
- يحتاج إلي مكثفات ذوات سعه عاليه لتستطيع تحمل الطاقة المنقوله
- تيار الخرج لديها يكون تيار به نبضات الطبيعة الرابعه للمحول تجعله من الصعب السيطرة عليه. مما يجعله مناسبا لعدد محدود من التطبيقات البطيئة.